# 電通總部大廈
35°39′51.6″N 139°45′44″E / 35.664333°N 139.76222°E
電通總部大廈（日语：電通本社ビル）是位於日本東京汐留的摩天大樓，位處汐留再開發地區的東側，面對濱離宮恩賜庭園。日本最大廣告公司電通的總部設立於此，其餘樓層主要作為辦公室與商場用途，4樓至45樓為辦公樓層，46樓及47樓設有餐廳以及免費觀景台，可由地下2樓搭乘景觀電梯前往，地下2樓至3樓為餐廳及店鋪，地下1樓為東京廣告博物館，1樓及2樓為電通四季劇場「海」。

## 概要
為了匯集築地、銀座和聖路加花園分散在該公司的職能，電通於1997年國鐵清算事業團實施的汐留貨物車站舊址的公開得標。1999年秋季開始建造，經過了3年的時間，於2002年11月1日竣工。辦公大樓部分由法國設計師約翰·努維爾（Jean Nouvel）設計，商場設施部分由美國設計師喬恩·捷得(Jon Jerde)設計。可以從此大樓欣賞周圍的景觀、眺望海濱，電通總部大廈的截面為迴旋鏢形的設計，彎曲面為南側並面向濱離宮恩賜庭園。
2021年9月30日，电通出售了这座大厦的所有权，但仍以租赁的方式留在该大楼继续运作。

## 樓層與設施
- 46樓及47樓：景觀餐廳
- 4樓-45樓：辦公樓層
- B2F-3樓：Caretta汐留
- B4F-B3F：停車場

## 烏龜汐留
電通總部大樓的地下2樓至3樓及46、47樓為餐廳、商店街及診所，命名為烏龜汐留，46及47樓設有免費展望台，低層北側為電通四季劇場「海」，1樓及2樓有東京廣告博物館，地下二樓廣場有烏龜噴水石像。

### 主要店鋪
- 1樓:電通四季劇場「海」（日语：電通四季劇場［海］）
- 地下1樓(B1F)：星巴克(Starbucks)、7-Eleven、文教堂書店、東京廣告博物館（日语：アド・ミュージアム東京）
- 地下2樓(B2F)：Subway、麥當勞、鼎泰豐、丸龜製麵、崎陽軒、三井住友銀行

## 交通
電通總部大樓的地下層是與東京都營地下鐵大江戶線上的汐留車站共構，地下2樓直接就有入口連結汐留車站的地下穿堂。除此之外，都營地下鐵汐留車站也設有地下通道直接連結都營地下鐵淺草線上的新橋車站，與高架輕軌系統百合鷗號所屬的新橋與汐留兩個車站（其中與新橋之間的步行距離較短）。至於JR新橋車站與東京地下鐵銀座線上的新橋車站雖然距離稍遠，但與電通總部大廈間仍然屬於步行可及的距離之內，且沿路都有地下通道連結，整體的公共運輸服務機能非常完善。

## 圖片集

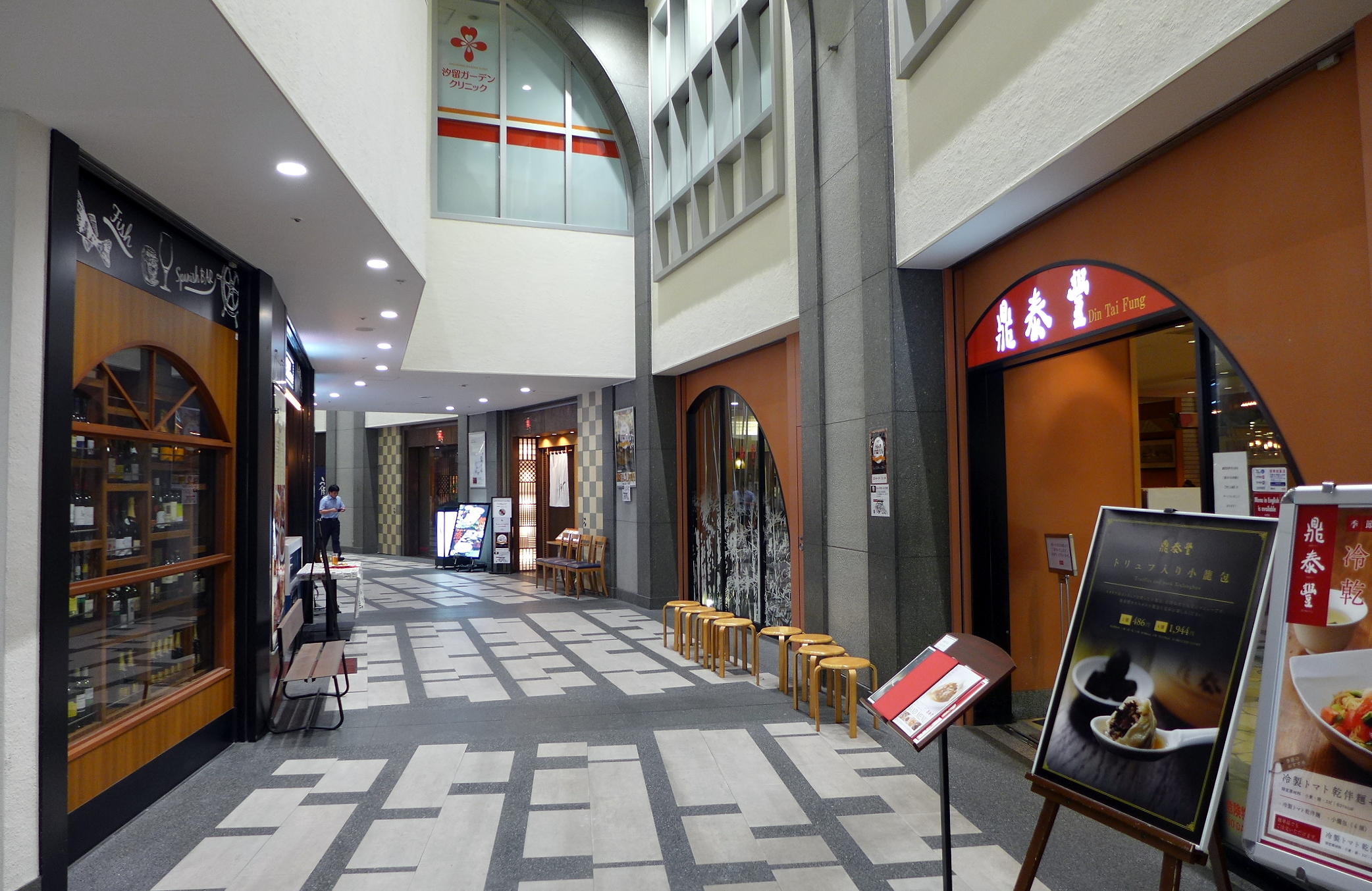
基座商場
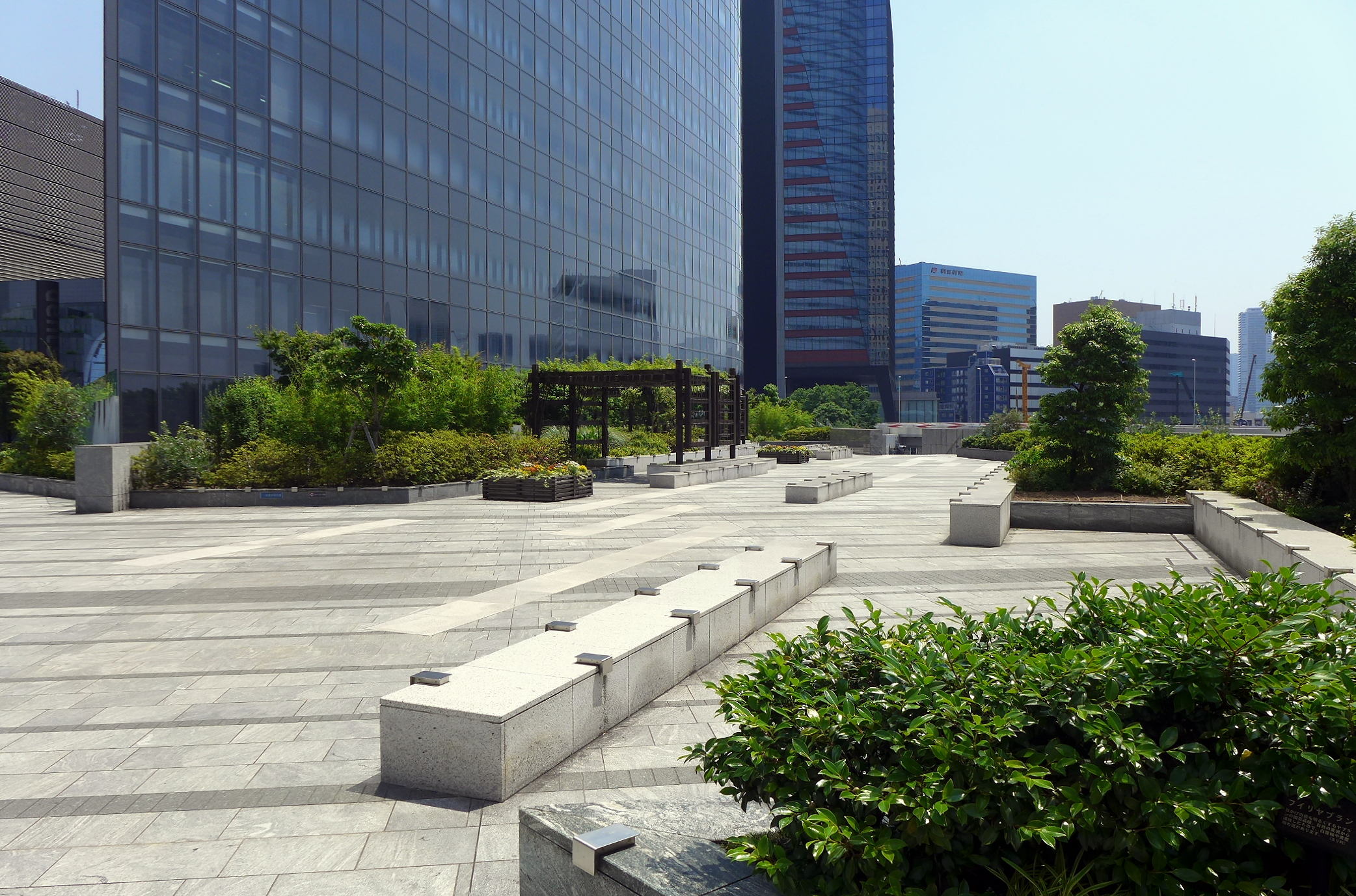
戶外休憩空間
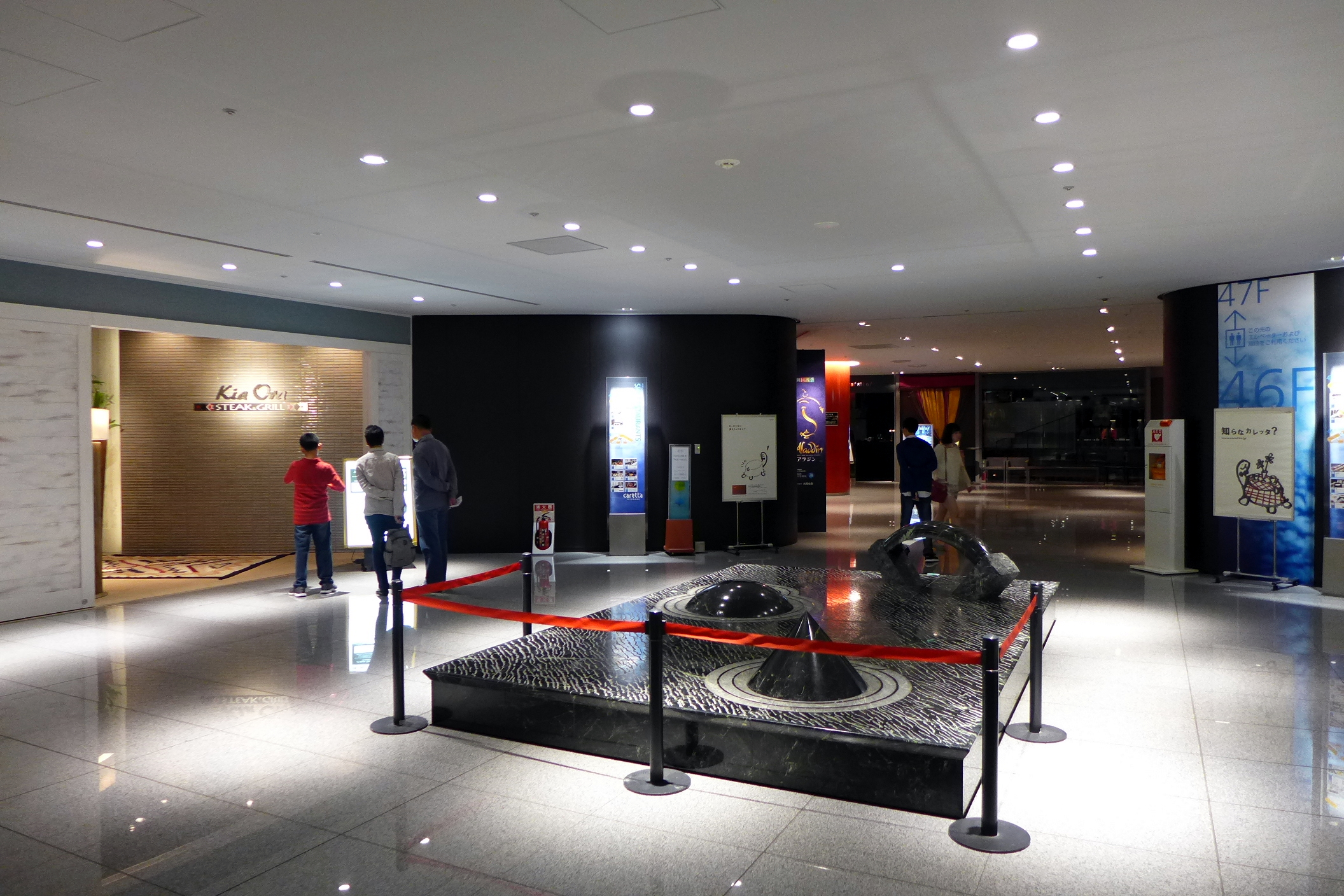
46樓景觀餐廳
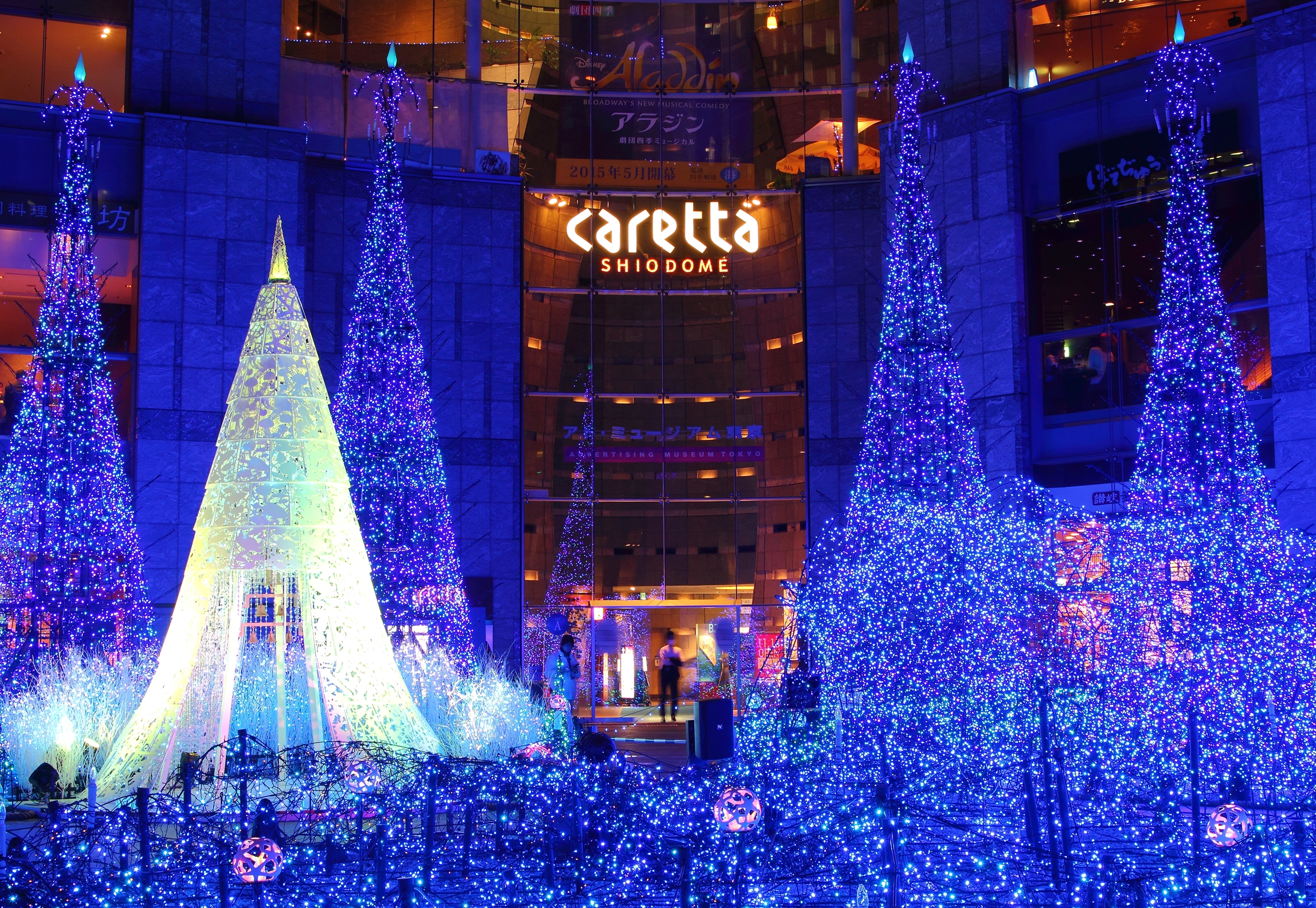
電通四季劇場「海」（日语：電通四季劇場「海」）
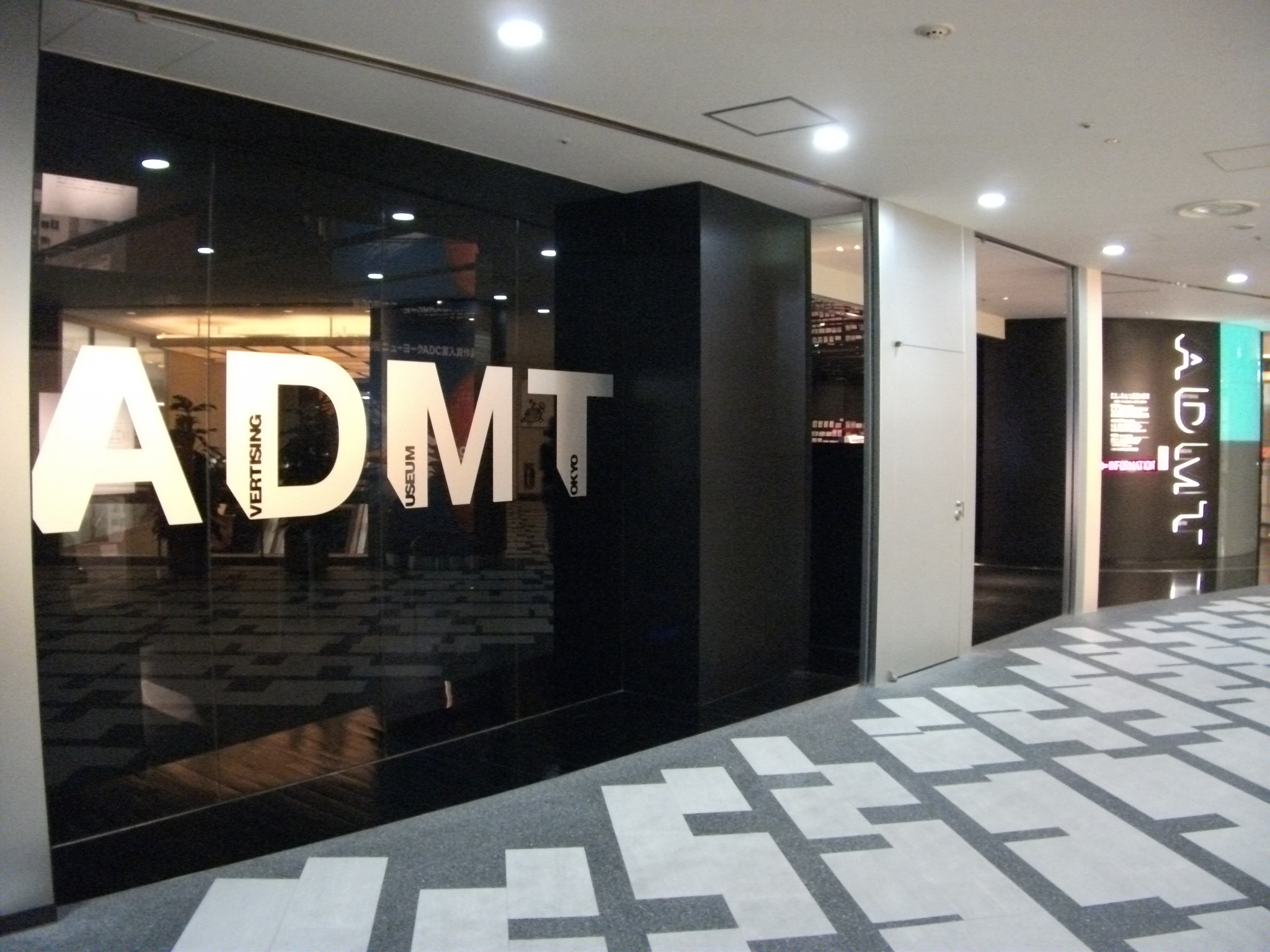
東京廣告博物館（日语：アド・ミュージアム東京）

## 外部連結
- （日語）カレッタ汐留 （页面存档备份，存于）
- （繁體中文）烏龜汐留 （页面存档备份，存于）
- （日語）電通 （页面存档备份，存于）